# Down with the Sickness
«Down with the Sickness» es una canción interpretada por la banda estadounidense Disturbed. El 31 de octubre de 2000, fue lanzada como el tercer sencillo del álbum The Sickness. El sencillo fue certificado con el disco de platino por la Recording Industry Association of America.

## Significado de la letra
La letra fue escrita por el cantante David Draiman y se inspiró más en su propia historia. No sería una interpretación literal de su crianza. Trata sobre el conflicto de una madre con su hijo, con la madre representando a la sociedad. Deseoso de independencia e individualidad, el niño es "golpeado y subyugado" por su madre. Aunque Draiman escribió la letra de forma críptica, se sorprendió de que muchos oyentes la tomaran literalmente. Muchos jóvenes le habrían agradecido a Draiman por usar un tema como el abuso, aunque la canción no trata sobre ese tema.

## Video musical
Se produjo un video bajo la dirección de Nathan "Karma" Cox con grabaciones de varias presentaciones en vivo incluyendo escenas en el "Hollywood Casino Amphitheatre" (en ese momento llamado Tweeter Center) en Tinley Park, Illinois durante el Jamboree Q101 del 2001. Sin embargo, el video no incluye la parte de la letra sobre el abuso infantil, basado en la edición radial.

## Listas de popularidad
La canción alcanzó el puesto 5 en la lista Mainstream Rock Tracks, la posición 8 en la Hot Modern Rock Tracks y el puesto 2 en la lista Hot Ringtones.
| País           | Lista (2000-01)           | Mejor posición |
| -------------- | ------------------------- | -------------- |
| Estados Unidos | Billboard Hot 100 Airplay | 81             |
| Estados Unidos | Bubbling Under Hot 100    | 4              |
| Estados Unidos | Modern Rock Tracks        | 8              |
| Estados Unidos | Mainstream Rock Tracks    | 5              |

### Certificaciones
| País           | Organismo certificador | Certificación | Ventas  | Ref.  |
| -------------- | ---------------------- | ------------- | ------- | ----- |
| Estados Unidos | RIAA                   | Platino       | 1 000   | [ 1 ] |
| Reino Unido    | BPI                    | Oro           | 400 000 | [ 8 ] |

## Cóvers
- Richard Cheese realizó un cóver de "Down with the Sickness" para su álbum de 2002 Tuxicity.
- "Weird Al" Yankovic usó la canción en la polka "Angry White Boy Polka" para el álbum de 2003 Poodle Hat.

## En otros medios
- La canción aparece en la película The One de Jet Li de 2001 durante una escena de acción.
- La canción apareció en el primer episodio de la undécima temporada de South Park, "Con disculpas a Jesse Jackson”, mientras Eric Cartman peleaba con un hombre que tenía enanismo.
- La canción aparece en la nueva versión de 2004 de la película El Amanecer de los Muertos durante los créditos finales.
- En mayo de 2019, la canción se utilizó durante la escena final del episodio "Sicko" de Brooklyn Nine-Nine.
- Desde 2022, Phoebe Bridgers ha usado la canción como música de entrada en sus presentaciones en vivo. En 2023, David Draiman dio su aprobación para su uso tras ver imágenes de la entrada de Bridgers en TikTok.
- Desde febrero de 2024, KFC utilizó la canción en un anuncio del Reino Unido.
- En marzo de 2024, se agregó a Fortnite como una pista jugable en el Fortnite Festival.